# جام قهرمانی فوتبال ایران ۱۳۴۴
جام قهرمانی فوتبال ایران ۱۳۴۴ هشتمین دوره جام قهرمانی فوتبال ایران که توسط فدراسیون فوتبال ایران برگزار شد. این مسابقات با میزبانی ساری برگزار گردید و به قهرمانی پاس تهران منجر شد.

در حالیکه دو سال از ماجرای تمسخر شاه توسط  هواداران در امجدیه گذشته بود سرانجام هبات فوتبال تهران مجوز برگزاری لیگ فوتبال استان تهران و قهرمانی کشور را گرفت. بعد از قهرمانی  کیان تهران ، هیات فوتبال ، به این بهانه که  قهرمان و نایب قهرمان تهران اواخر پاییز معرفی می شوند پاس تهران را هم به این رقابتها فرستاد.
دور اول در مناطق کشور برگزار گردید و ۵ تیم پایانی راهی شهر ساری شدند که میزبان مرحله پایانی بود.
در پایان رقابتهای دور دوم هم تیم پاس تهران برای نخستین بار قهرمان ایران شد.  آریا مشهد که یک قهرمانی و یک نایب قهرمانی را کسب کرده بود باز هم گردن آویز نقره شد و باشگاه فوتبال کلنی مموریال تبریز هم سوم شد.